# Anòsmia

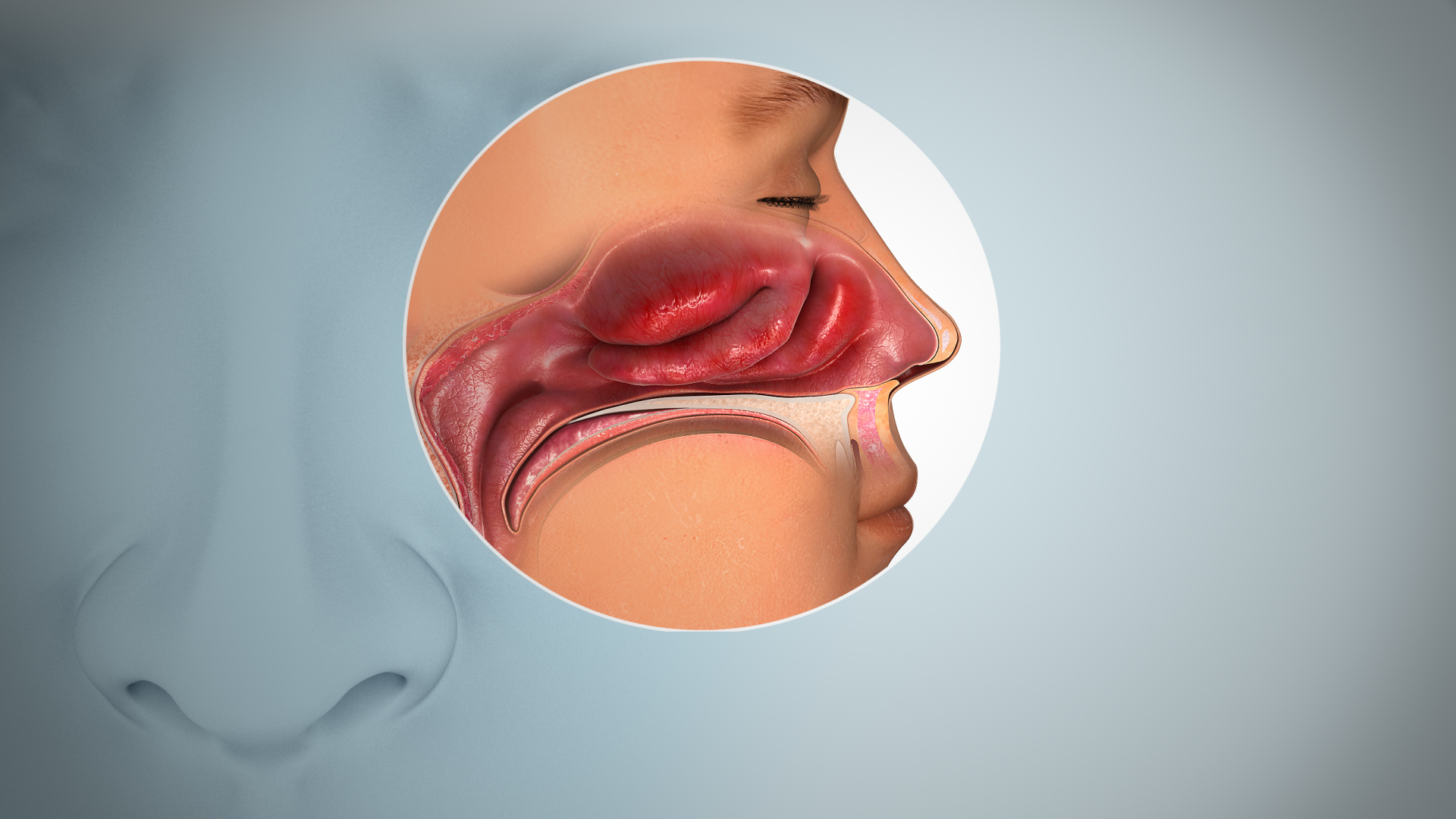
La inflamació de les membranes nasals provoca un bloqueig del flux d'aire i, per tant, condueix a l'anòsmia.

L'anòsmia és la incapacitat per percebre olors, o en altres paraules, la manca de funcionament de l'olfacte. Un terme relacionat, hipoòsmia, comporta una capacitat disminuïda d'olor. Sovint l'anòsmia és precedida per una hipoòsmia i sovint les causes són compartides.
L'anòsmia pot ser temporal, però l'anòsmia traumàtica pot ser permanent.
L'anòsmia pot causada per:
- Inflamació de la mucosa nasal: principalment per rinitis. És la causa més freqüent.
- Obstrucció de les vies nasals: per exemple: pòlips nasals.
- Destrucció o afectació d'estructures del sistema olfactori des del bulb olfactori al còrtex cerebral, inclòs. És causa poc freqüent.

En concret, segons la revista The Lancet, la inflamació crònica es deu a canvis en el revestiment de mucosa dels sins paranasals i dels cornets mitjà i superior. Ja que l'anòsmia és causada per canvis inflamatoris en les vies nasals, es tracta simplement reduint la presència d'inflamació. Rarament, també podria ser causada per meningitis crònica o neurosífilis que augmentarien la pressió intracranial durant un llarg període, i en alguns casos per ciliopatia incloent la ciliopatia causada per discinèsia ciliar primària (síndrome de Kartagener, síndrome Afzelius o síndrome Siewert). Molts pacients poden experimentar anòsmia unilateral, sovint com a resultat d'un trauma menor al cap. Aquest tipus d'anòsmia normalment només es detecta es prova per separat l'olfacte de les fosses nasals. L'ús d'aquest mètode de prova de cada fossa nasal per separat sovint mostren un sentit reduït o fins i tot completament absent d'olor d'una de les fosses nasals.
Algunes societats de l'àmbit de l'otorrinolaringologia defensen que l'anòsmia o la hipoòsmia podrien símptomes a considerar per al diagnòstic de la COVID-19 i que podrien haver estat descartats entre els pacients considerats asimptomàtics. Cal dir que aquests símptomes també poden ser provocats, entre d'altres, per diferents virus com ara els del refredat comú.
Algunes persones poden ser anòsmiques per una olor en particular. Això es coneix com a "anòsmia específica". L'absència del sentit de l'olfacte des del naixement s'anomena anòsmia congènita.